# آن يونغ-سو
آن يونغ-سو (مواليد 20 فبراير 1964) هو ملاكم كوري جنوبي، مثّل بلاده في الألعاب الأولمبية الصيفية 1984 وحقق الميدالية الفضية في فئة وزن الويلتر.

## وصلات خارجية
آن يونغ-سو على موقع أوليمبيديا (الإنجليزية)